# Le Mort remontant

Le Mort remontant est le dernier essai de Robert de Montesquiou, publié en 1922 chez Émile-Paul frères. L’ouvrage est consacré à Adrien Juvigny, né à Vouziers le 12 décembre 1849 et prématurément décédé à Paris le 3 septembre 1873, à vingt-trois ans. Montesquiou étudie dans ce livre la biographie de Juvigny et cite des fragments de ses lettres à Paul Bourget et des extraits de ses œuvres inédites. 
Cet essai s'inscrit dans la lignée des poètes maudits chers à Paul Verlaine. 